# Wodziczna (gromada)
Wodziczna – dawna gromada, czyli najmniejsza jednostka podziału terytorialnego Polskiej Rzeczypospolitej Ludowej w latach 1954–1972.
Gromady, z gromadzkimi radami narodowymi (GRN) jako organami władzy najniższego stopnia na wsi, funkcjonowały od reformy reorganizującej administrację wiejską przeprowadzonej jesienią 1954 do momentu ich zniesienia z dniem 1 stycznia 1973, tym samym wypierając organizację gminną w latach 1954–1972.
Gromadę Wodziczna z siedzibą GRN w Wodzicznie utworzono – jako jedną z 8759 gromad na obszarze Polski – w powiecie kępińskim w woj. poznańskim, na mocy uchwały nr 23/54 WRN w Poznaniu z dnia 5 października 1954. W skład jednostki wszedł obszar dotychczasowej gromady Wodziczna oraz 461,78,34 ha z kart 3 i 4 obrębu Pomiany z dotychczasowej gromady Pomiany ze zniesionej gminy Laski w tymże powiecie. Dla gromady ustalono 10 członków gromadzkiej rady narodowej.
Gromadę zniesiono 1 stycznia 1960, a jej obszar włączono do gromady Trzcinica w tymże powiecie.